# Verein Verkehrsamateure und Museumsbahn

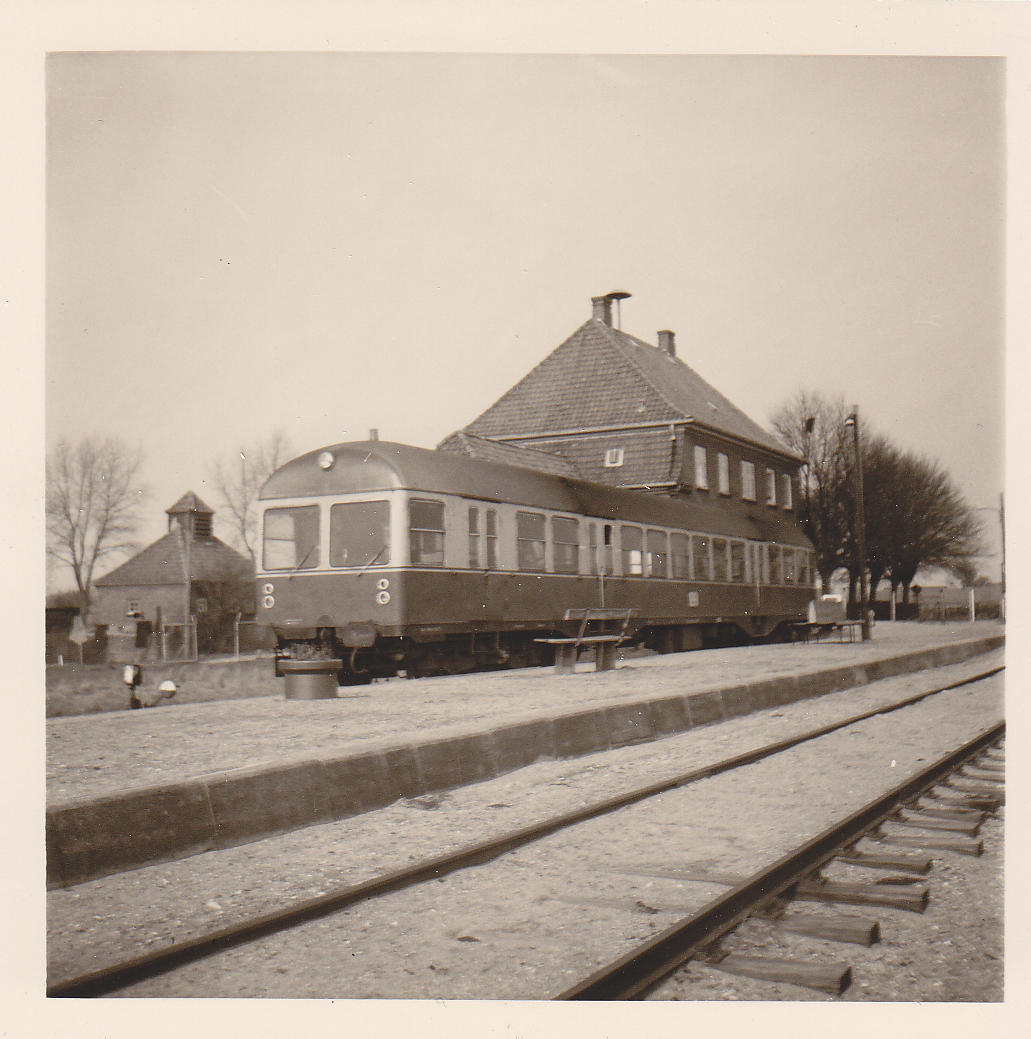
MaK GDT der Kiel-Schönberger Eisenbahn im März 1974

Der Verein Verkehrsamateure und Museumsbahn e. V. ist ein Hamburger Verein von Eisenbahn- und Nahverkehrs-Freunden.

## Geschichte
Unter dem Namen „Kleinbahn-Verein Wohldorf“ wurde dieser Verein am 30. November 1958 gegründet. Der Verein bemühte sich vergeblich, einen Museumsbetrieb auf der Reststrecke der Elektrischen Kleinbahn Alt-Rahlstedt–Volksdorf–Wohldorf einzurichten. 1968 erfolgte der Zusammenschluss mit den „Hamburger Verkehrsamateuren“ und wurde unter dem jetzigen Namen im Vereinsregister Hamburg eingetragen.
Seit 1976 betreibt der VVM im Ostseebad Schönberger Strand bei Kiel die Museumseisenbahn. Seit 1993 ist dort auch eine kleine eigenständige Straßenbahnstrecke auf dem Museumsgelände in Betrieb.
2010 schlossen sich der VVM und der 1972 neu gegründete Kleinbahnverein Wohldorf e. V. unter dem Namen VVM zusammen. Das Kleinbahnmuseum Wohldorf wird als dritter Standort des VVM geführt.
Um den gesetzlichen Auflagen zum Betrieb einer (Museums-)Eisenbahn zu genügen, wurde das Eisenbahninfrastrukturunternehmen „VVM Museumsbahn Betriebsgesellschaft“ gegründet.

## Aktivitäten und Standorte
- Karte mit allen Koordinaten:
- OSM |
- WikiMap

- Bahnmuseum Lokschuppen Aumühle (53° 31′ 49,4″ N, 10° 19′ 18,1″ O)
- Betrieb der Museumsbahn Schönberger Strand auf dem Abschnitt Schönberg Holst.–Stakendorf–Schönberger Strand auf der Bahnstrecke Kiel–Schönberger Strand (54° 23′ 36,1″ N, 10° 23′ 43″ O)
- Betrieb der Straßenbahnanlage Schönberger Strand (54° 24′ 38,7″ N, 10° 24′ 42,2″ O)
- Angebot, Straßenbahnwagen selbst zu fahren[2]
- Kleinbahnmuseum Wohldorf (53° 42′ 16,1″ N, 10° 7′ 16,3″ O)
- Vereinsabende, Film- und Diaabende in Hamburg und Kiel
- Studienfahrten (Informationsbesuche bei In- und Ausländischen Verkehrsbetrieben und Fahrzeugherstellern)
- verkehrshistorische Forschung
- Herausgabe der „Hamburger Nahverkehrs-Nachrichten“ (HN) mit Berichten über historische Verkehrsereignisse, öffentliche Verkehrsmittel, Kurzmeldungen über aktuelle Geschehnisse bei den norddeutschen Verkehrsunternehmen und über deren Wagenpark, politische Hintergründe sowie Berichte aus den Museumsbereichen (viermal jährlich)

## U-Bahn-Wagen 220

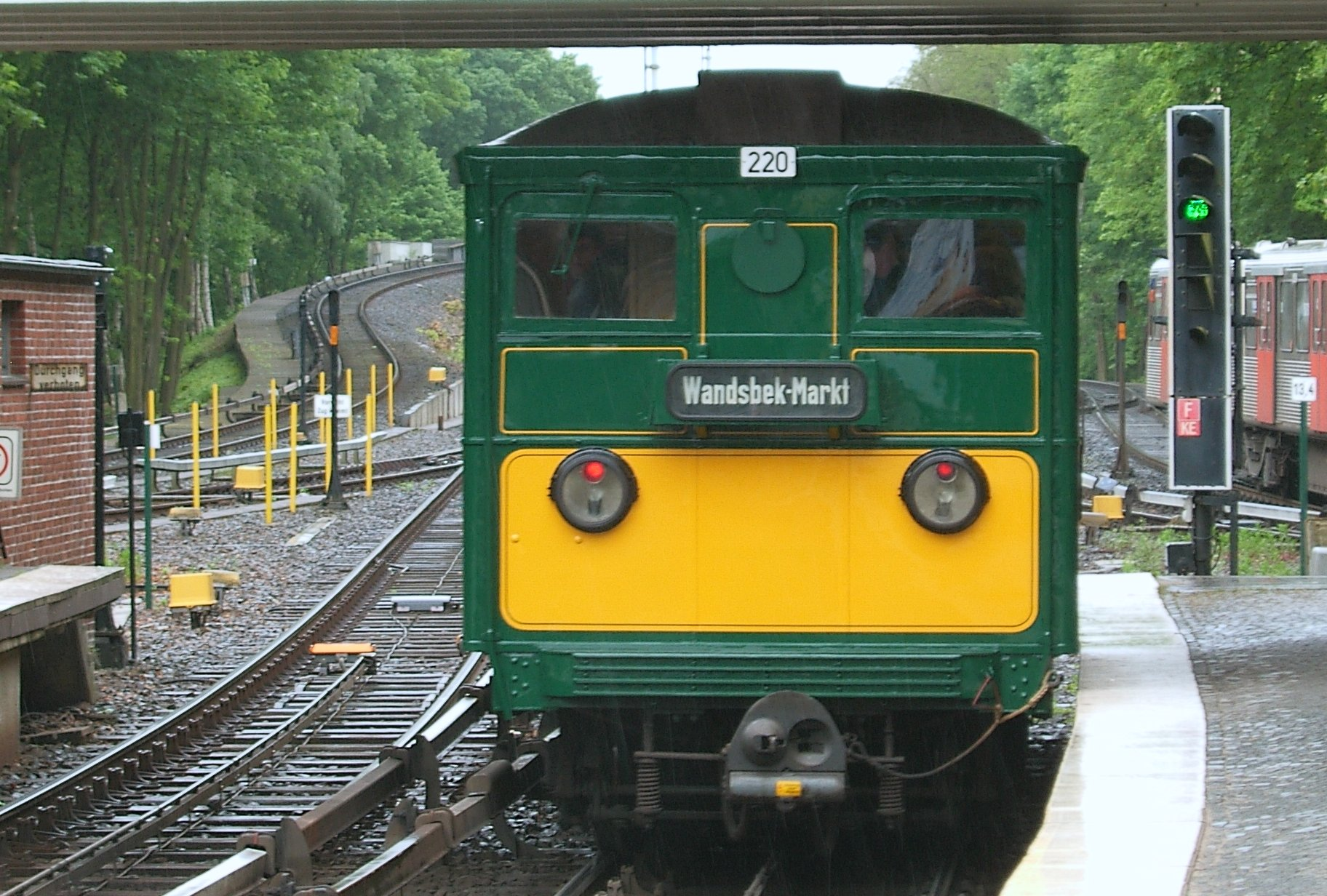
Hamburger U-Bahn-Triebwagen 220

1971 wurde der „Hochbahn-Wagen“ der Baureihe T6 von Mitgliedern des VVM vor der Verschrottung gerettet und in ehrenamtlicher Arbeit in der Werkstatt der Hamburger Hochbahn AG (HHA) in den Zustand seines Baujahres 1920 zurückversetzt. Die zwischenzeitlich eingebauten Sicherheitseinrichtungen Fahrsperre und Totmannknopf wurden jedoch belassen.
Ursprünglich gehörte das Fahrzeug zur Serie von „Staatsbahnwagen“, die nicht von der Hochbahn, sondern vom Hamburger Staat zur Eröffnung der Langenhorner Bahn und der Walddörferbahn beschafft worden waren. Er gehört zu den wenigen Fahrzeugen, die mit einem zweiten Führerstand ausgerüstet waren. Diese wurden zu schwach frequentierten Betriebszeiten auf der Walddörferbahn und der Zweiglinie nach Rothenburgsort als sogenannte „Esel“ eingesetzt.

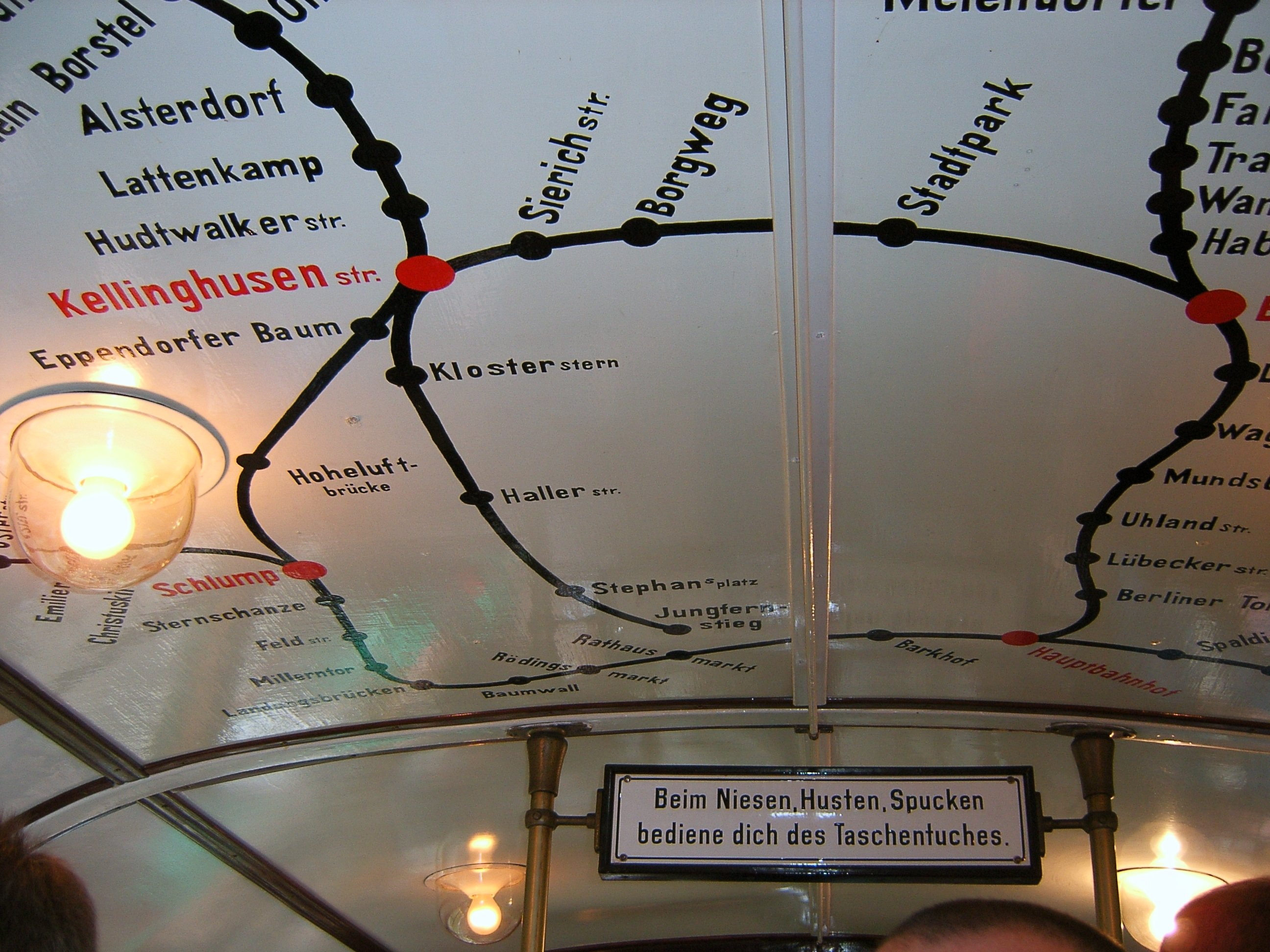
Deckenplan mit dem Liniennetz der 1920er Jahre
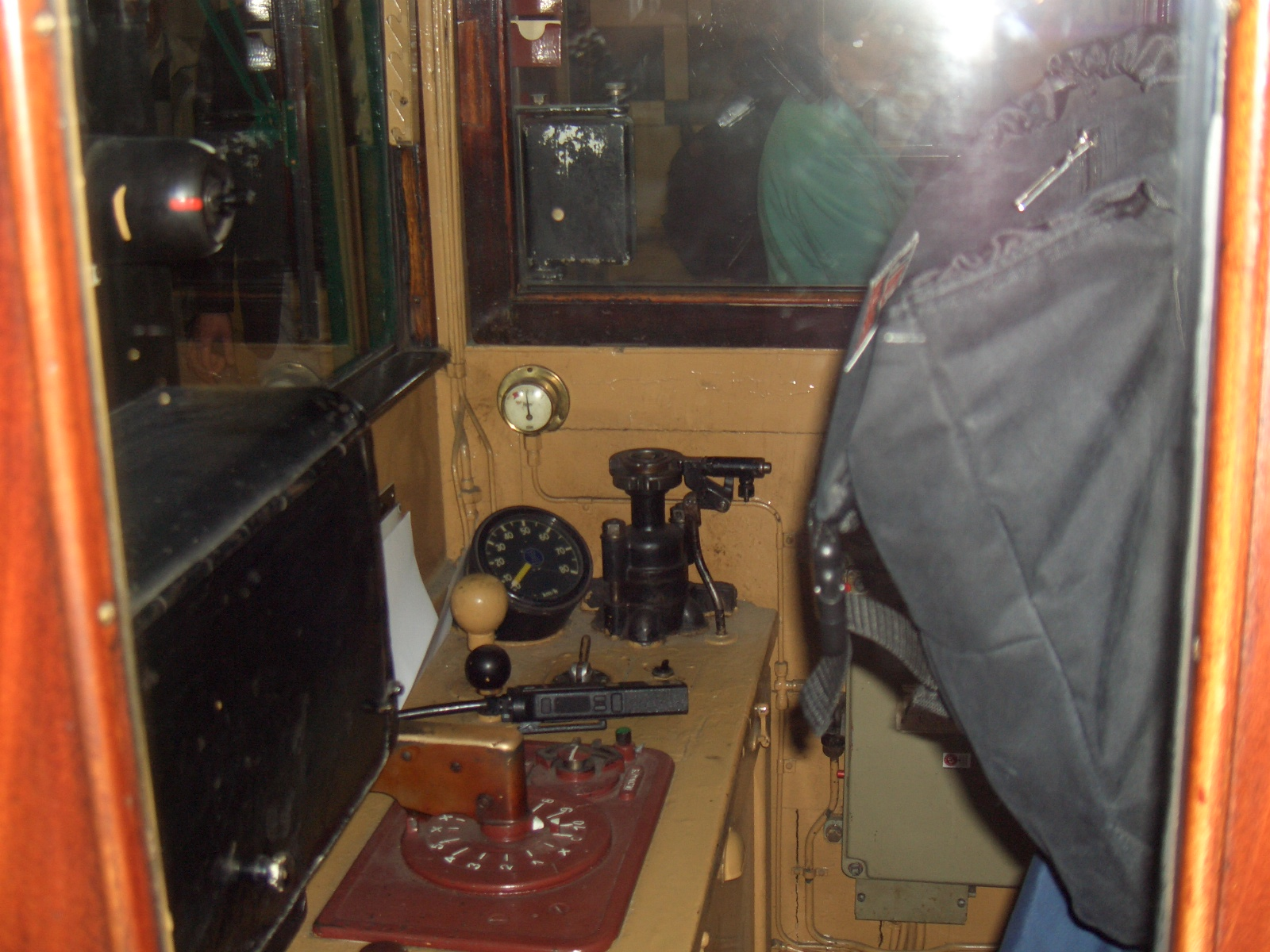
Führerstand
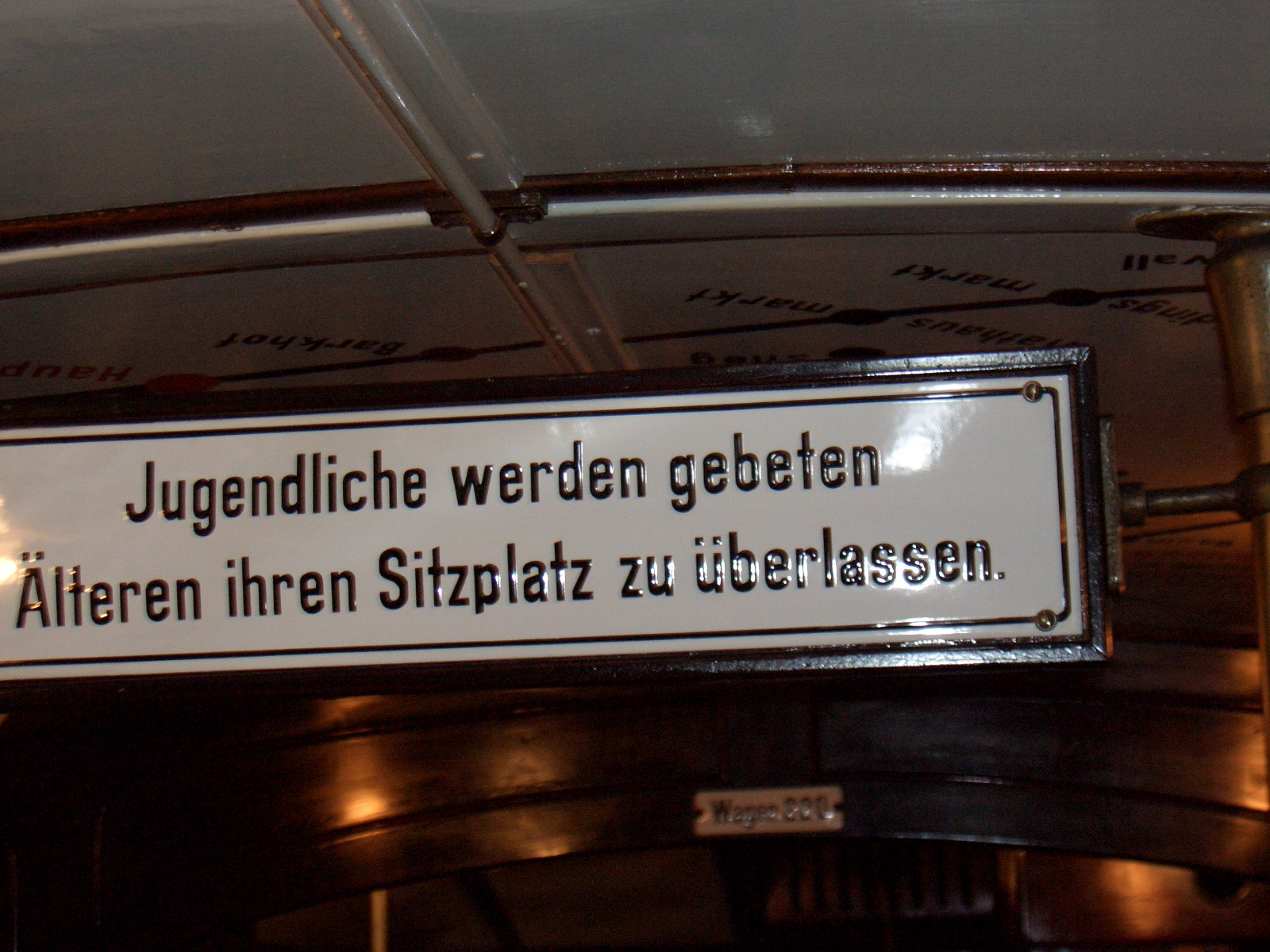
„Jugendliche werden gebeten Älteren ihren Sitzplatz zu überlassen“
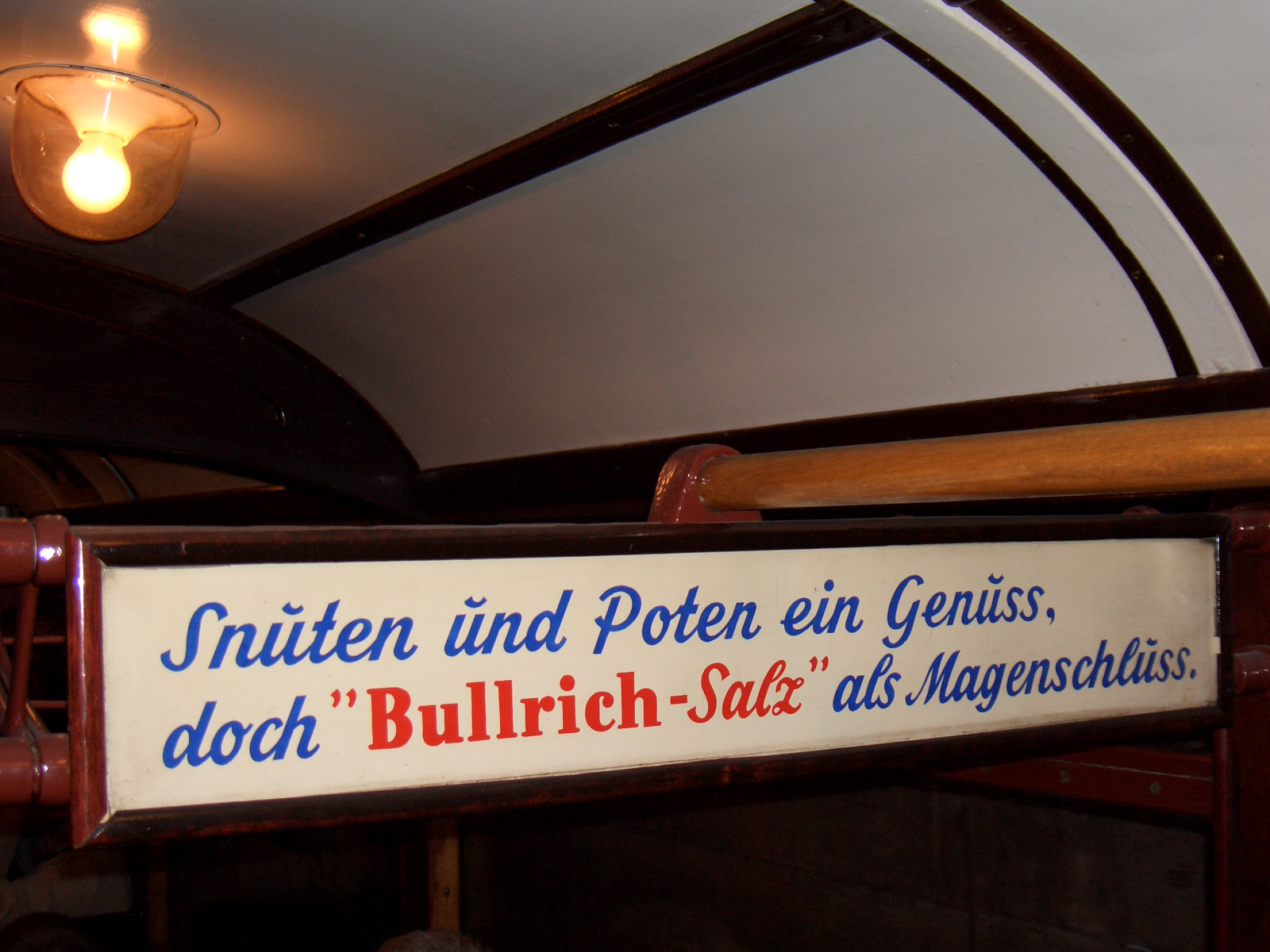
Historische Werbung

Zu verschiedenen Anlässen wird das Fahrzeug noch zu Sonderfahrten auf dem Netz der Hamburger U-Bahn eingesetzt.